# Prostitution i Kina
Prostitution är förbjudet i Kina. 
Historiskt sett var det vanligt för en fattig familj att sälja en av sina döttrar: hon kunde då köpas för att bli hustru, bihustru (konkubin) till en rik man, eller till en bordell. 
Sexindustrin var enorm i Kina i början av 1900-talet, och växte i takt med en tilltagande ekonomisk misär. Det uppmärksammades att flickor som såldes för att bli pigor eller svärdöttrar (Mui Tsai) ofta hamnade på bordell. Vid det kommunistiska maktövertagandet 1949 förbjöds och avskaffades alla former av prostitution. 

## Historia

### Qingdynastin (1644-1912)
I det kejserliga Kina var det vanligt för fattiga familjer att sälja en av sina döttrar, en sed kallad Mui Tsai. Hon såldes ofta till en annan familj för att uppfostras till en framtida svärdotter, men det var vanligt att hon antingen användes som deras piga eller såldes vidare och hamnade i sexhandeln. Hon kunde då köpas av en hallick och hamna i en bordell, eller utbildas till en kurtisan. Det fanns många olika kategorier av prostituerade: vilken kategori en flicka hamnade i berodde på den person som köpte henne. 
En kurtisan var den högsta kategorin av kurtisaner och förväntades kunna underhålla med musik och sång. När britterna kom till Kina i allt större antal efter 1840-talet noterade de denna kategori prostituerade, som underhöll med musik och sång, och kom att kalla dessa för "Sing-song girls". Bland rika män var det vanligt att köpa flera bihustrur (konkubiner) i tillägg till sin lagliga hustru för att försäkra sig om en så hög chans som möjligt att få en son; det var också status att ha konkubiner. 

### Republiken (1912-1949)
Under Nankingregeringen (1928-1937) tvingades prostituerade registrera sig och bära ett märke som visade att de var prostituerade. Sing-song girls, som var kurtisaner och ansågs förmer än vanliga prostituerade, vägrade bära dessa och framställde sig därefter som enbart musiker som uppträdde på lokal. Verkliga musiker kände sig då utpekade som prostituerade. 
Regeringen utfärdade då andra märken att bäras av musiker. Musikerna kände sig då utpekade av att alls tvingas bära märken. Dessa problem gjorde att regleringen kring prostitution fungerade dåligt under Nankingregeringen.

### Kommunistkina
Enligt marxistisk ideologi identifierades sexarbetare som offer som sålde sig av fattigdom, för att överleva eller för att de hade tvingats. Efter det kommunistiska övertagandet 1949 eliminerades därför sexhandeln i Kina: bordellerna stängdes, hallickar, bordellägare och bordellmammor greps, och sexarbetare placerades i omskolningscenter för att skolas om till nya yrken. Den 21 november 1949 förklarade de lokala myndigheterna i Peking att de hade stängt 224 bordeller på tolv timmar. I de flesta andra städer gick utvecklingen långsammare, då myndigheterna inte alltid hade råd att försörja sexarbetarna medan de omskolade sig, då sexindustrin var enorm; men omkring 1960 var prostitutionen raderad i Kina. 
Sedan ekonomin liberaliserades 1978 började sexarbete återigen bli vanligt i Kina och växte efterhand till en betydande industri. Trots att förbudet inte upphävdes har dock myndigheterna mer sällan ingripit mot sexarbete. 
Sexarbete är fortsatt olagligt i Kina.